# Hybophthirus notophallus
Hybophthirus notophallus ist eine Art der Echten Tierläuse, die beim Erdferkel parasitiert. Es ist der einzige Vertreter der Gattung Hybophthirus und diese wiederum die einzige in der Familie Hybopthiridae.
Männchen sind 2,6 mm, Weibchen 3,2 mm lang. Der Kopf ist etwa so lang wie breit und trägt seitlich der Mundöffnung je einen zapfenförmigen Höcker. Die Antennen sind fünfgliedrig, das erste Glied ist das größte und zylindrisch, das letzte oval. Der Thorax ist rechteckig, etwas länger als breit und weist einen geraden Hinterrand auf. An der Vorderseite des Mesothorax gibt es eine ovale Tracheenöffnung. Das erste Beinpaar ist deutlich kleiner als die beiden anderen. Das Abdomen ist fast rund. Die Pleuralplatten sind ziemlich groß, überlappen aber nicht, und haben einen rückenseitig hervorragenden Lappen mit je einem Borstenpaar. Der übrige Hinterleib trägt nur wenige kurze Borsten. Die Unterseite des neunten Segments weist zwei Borstenbüschel auf, der Hinterrand der Genitalplatte ist mit zahlreichen kleinen Borsten besetzt.
Charakteristika zur Identifizierung sind:
- Sternalplatte fehlt
- erstes Beinpaar klein, mit krallenartiger Struktur an der Basis der eigentlichen Kralle
- Paratergalplatten an den Hinterleibsegmenten 2 bis 8
- Vorkommen beim Erdferkel